# Psorophora
Psorophora is een muggengeslacht uit de familie van de steekmuggen (Culicidae).

## Soorten
- P. albigenu (Peryassú, 1908)
- P. albipes (Theobald, 1907)
- P. amazonica Cerqueira, 1960
- P. ciliata (Fabricius, 1794)
- P. cilipes (Fabricius, 1805)
- P. cingulata (Fabricius, 1805)
- P. circumflava Cerqueira, 1943
- P. columbiae (Dyar and Knab, 1906)
- P. confinnis (Lynch Arribálzaga, 1891)
- P. cyanescens (Coquillett, 1902)
- P. champerico (Dyar & Knab, 1906)
- P. dimidiata Cerqueira, 1943
- P. discolor (Coquillett, 1903)
- P. discrucians (Walker, 1856)
- P. ferox (Humboldt, 1819)
- P. fiebrigi Edwards, 1922
- P. forceps Cerqueira, 1939
- P. holmbergii Lynch Arribálzaga, 1891
- P. horrida (Dyar & Knab, 1908)
- P. horridus (Dyar and Knab, 1908)
- P. howardii Coquillett, 1901
- P. infinis (Dyar & Knab, 1906)
- P. insularia (Dyar & Knab, 1906)
- P. jamaicensis (Theobald, 1901)
- P. johnstonii (Grabham, 1905)
- P. lanei Shannon & Cerqueira, 1943
- P. leucocnemis Martini, 1931
- P. lineata (von Humboldt, 1819)
- P. longipalpus Randolph and O'Neill, 1944
- P. lutzii (Theobald, 1901)

- P. mathesoni Belkin, 1975
- P. melanota Cerqueira, 1943
- P. mexicana (Bellardi, 1859)
- P. mexicanus (Bellardi, 1859)
- P. ochripes (Macquart, 1850)
- P. pallescens Edwards, 1922
- P. paulli Paterson & Shannon, 1927
- P. pilipes (Macquart, 1834)
- P. pilosa Duret, 1971
- P. pruinosa Martini, 1935
- P. pseudoalbipes Duret, 1971
- P. pseudomelanota Barata & Cotrim, 1971
- P. pygmaea (Theobald, 1903)
- P. saeva Dyar & Knab, 1906
- P. santamarinai Broche, 2000
- P. signipennis (Coquillett, 1904)
- P. stonei Vargas, 1956
- P. totonaci Lassmann, 1951
- P. varinervis Edwards, 1922
- P. varipes (Coquillett, 1904)